# Dziewin (województwo dolnośląskie)
Dziewin (niem. Dieban) – wieś w Polsce położona w województwie dolnośląskim, w powiecie lubińskim, w gminie Ścinawa. W latach 1975–1998 miejscowość administracyjnie należała do województwa legnickiego.

## Historia
Po raz pierwszy osada o nazwie Devin wzmiankowana była w 1218 roku. Stanowiła wówczas własność książąt piastowskich, którzy zbudować mieli tu dwór myśliwski. W 1287 Henryk III głogowski odsprzedał wieś lub jej część Ottonowi von Zedlitzowi. Odtąd aż do XVI w. właściciele tutejszych dóbr zmieniali się wielokrotnie. W 1508, w wyniku zamiany z książętami Albrechtem i Karolem z Podiebradu, Dziewin przeszedł w ręce braci Fryderyka i Zygmunta von Kanitzów. Od XVII w. dobra dziewińskie należały do rodziny von Mutschelnitz, by w 1721 przejść na własność rodziny von Schweinitz und Krain, w której to rękach pozostały aż do wywłaszczenia przez władze polskie w 1945 roku.
Wieś dzieliła losy całego Dolnego Śląska, od 1526 przechodząc pod zwierzchnictwo Habsburgów austriackich, a od 1741 - Prus. Po przekazaniu Dziewina Polsce w 1945 roku jego ludność została wysiedlona do Niemiec i zastąpiona polskimi osadnikami.

## Zabytki

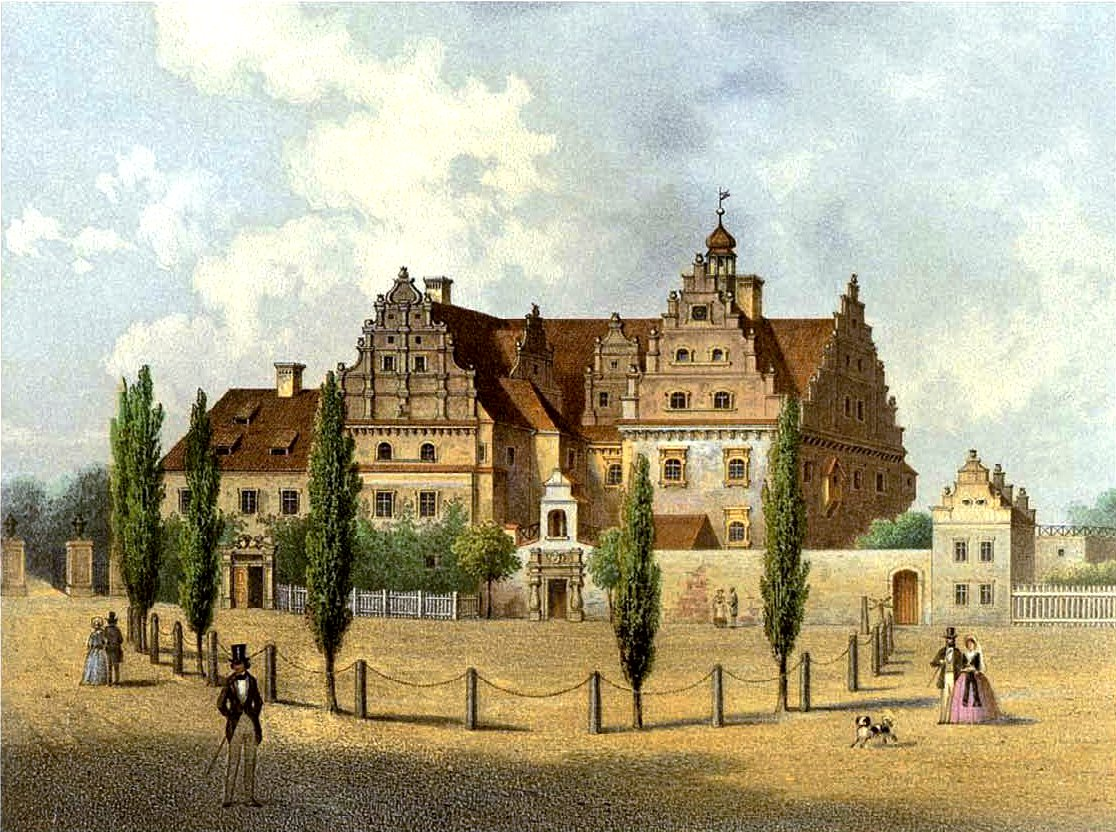
Pałac w Dziewinie, druga poł. XIX w.

Do wojewódzkiego rejestru zabytków wpisane są:
- kościół filialny pw. śś. Piotra i Pawła, gotycki z XIV w., XVII w.; który od połowy XVI wieku do 1945 r. był świątynią ewangelicką. We wnętrzu zachował m.in. renesansową ambonę i XVI-wieczne nagrobki von Kanitzów
- cmentarz przykościelny
- zespół pałacowy i folwarczny
  - pałac-dwór, wybudowany w  latach 1558–1566, największy renesansowy dwór na Dolnym Śląsku; zbudowany w latach dla rodziny von Kanitz (Adelsgeschlecht). Został rozbudowany w 1580 r., 1700 r. i XX w. (przez Hansa Friedricha von Mütschelnitz) i restaurowany w latach 1860–1881 przez rodzinę von Schweinitz. Niezniszczony podczas II wojny światowej, został znacjonalizowany i był następnie używany przez miejscowy PGR. Opuszczony w latach 80. XX wieku; ten wysokiej klasy zabytek popada w ostatnich latach w całkowitą ruinę - obecnie zachowała się już tylko połowa dachu i 8 z 11 renesansowych szczytów
  - park, z początku XVIII w., z drugiej połowy XIX w., zdewastowany, położony za dworem
  - folwark z budynkami gospodarczymi
    - dwie oficyny, z drugiej połowy XVIII w.
    - pawilon (I), z XVII w.
    - pawilon (II), z drugiej połowy XIX w.
    - stajnia z bramą, z początku XX w.
    - stodoła, z drugiej połowy XIX w.
    - czworak, z przełomu XIX/XX w.
    - lodownia, z połowy XIX w.
    - piec chlebowy, z przełomu XIX/XX w.

inne zabytki:
- kordegarda znajdująca się obok dworu.